# Hertha Berliner Sport-Club 2002-2003
Questa voce raccoglie le informazioni riguardanti l'Hertha Berliner Sport-Club nelle competizioni ufficiali della stagione 2002-2003.

## Stagione
Nella stagione 2002-2003 l'Hertha Berlino, allenato da Huub Stevens, concluse il campionato di Bundesliga al 5º posto. In Coppa di Germania l'Hertha Berlino fu eliminato al primo turno dall'Holstein Kiel. In Coppa di Lega l'Hertha Berlino perse la finale con lo Schalke 04. In Coppa UEFA l'Hertha Berlino fu eliminato agli ottavi di finale dal Boavista.

## Rosa
| N. |                        | Ruolo | Calciatore          |
| -- | ---------------------- | ----- | ------------------- |
| 1  | Ungheria (bandiera)    | P     | Gábor Király        |
| 2  | Germania (bandiera)    | D     | Denis Lapaczinski   |
| 3  | Germania (bandiera)    | D     | Arne Friedrich      |
| 4  | Paesi Bassi (bandiera) | D     | Dick van Burik      |
| 6  | Islanda (bandiera)     | D     | Eyjólfur Sverrisson |
| 8  | Belgio (bandiera)      | C     | Bart Goor           |
| 9  | Brasile (bandiera)     | A     | Luizão              |
| 10 | Brasile (bandiera)     | C     | Marcelinho Paraíba  |
| 11 | Germania (bandiera)    | A     | Michael Preetz      |
| 12 | Germania (bandiera)    | P     | Christian Fiedler   |
| 13 | Polonia (bandiera)     | C     | Bartosz Karwan      |
| 14 | Croazia (bandiera)     | D     | Josip Šimunić       |
| 15 | Brasile (bandiera)     | D     | Nenê                |
| 16 | Portogallo (bandiera)  | C     | Roberto Pinto       |
| 18 | Ungheria (bandiera)    | C     | Pál Dárdai          |

| N. |                               | Ruolo | Calciatore          |
| -- | ----------------------------- | ----- | ------------------- |
| 19 | Germania (bandiera)           | C     | Andreas Schmidt     |
| 20 | Germania (bandiera)           | C     | Andreas Neuendorf   |
| 21 | Germania (bandiera)           | C     | Michael Hartmann    |
| 22 | Germania (bandiera)           | C     | Stefan Beinlich     |
| 23 | Germania (bandiera)           | C     | René Tretschok      |
| 24 | Angola (bandiera)             | A     | Nando Rafael        |
| 25 | Paesi Bassi (bandiera)        | C     | Rob Maas            |
| 27 | Bulgaria (bandiera)           | C     | Aleksandar Mladenov |
| 28 | Macedonia del Nord (bandiera) | C     | Nderim Nedžipi      |
| 32 | Germania (bandiera)           | C     | Thorben Marx        |
| 33 | Germania (bandiera)           | D     | Marko Rehmer        |
| 35 | Germania (bandiera)           | C     | Benjamin Köhler     |
| 39 | Germania (bandiera)           | D     | Alexander Madlung   |
| 40 | Polonia (bandiera)            | P     | Tomasz Kuszczak     |
| 44 | Camerun (bandiera)            | A     | Joël Tchami         |

## Organigramma societario
Area tecnica
- Allenatore: Huub Stevens
- Allenatore in seconda: Holger Gehrke
- Preparatore dei portieri: Enver Marić
- Preparatori atletici:

## Calciomercato

### Sessione estiva
| Acquisti | Acquisti        | Acquisti          | Acquisti |
| R.       | Nome            | da                | Modalità |
| -------- | --------------- | ----------------- | -------- |
| D        | Arne Friedrich  | Arminia Bielefeld |          |
| C        | Bartosz Karwan  | Legia Varsavia    |          |
| C        | Benjamin Köhler | Duisburg          |          |
| A        | Luizão          | Grêmio            |          |
| A        | Nando Rafael    | Jong Ajax         |          |
| D        | Nenê            | Grêmio            |          |

| Cessioni | Cessioni                    | Cessioni          | Cessioni |
| R.       | Nome                        | da                | Modalità |
| -------- | --------------------------- | ----------------- | -------- |
| D        | Kōnstantinos Kōnstantinidīs | Hannover 96       |          |
| C        | Sofian Chahed               | Hertha Berlino II |          |
| A        | Ali Daei                    | Al-Shabab         |          |
| C        | Sebastian Deisler           | Bayern Monaco     |          |
| A        | Trond Fredrik Ludvigsen     | Rosenborg         |          |
| D        | Oliver Schröder             | Colonia           |          |

### Sessione invernale
| Acquisti | Acquisti | Acquisti | Acquisti |
| R.       | Nome     | da       | Modalità |
| -------- | -------- | -------- | -------- |

| Cessioni | Cessioni | Cessioni | Cessioni |
| R.       | Nome     | da       | Modalità |
| -------- | -------- | -------- | -------- |

## Risultati

### Bundesliga

#### Girone di andata
| Arbitro: | Merk |

|                        |           |                       |
| Frings 4’ Ewerthon 36’ | Marcatori | 1’ Goor 85’ Neuendorf |

| Arbitro: | Meyer |

|               |           |            |
| Friedrich 85’ | Marcatori | 14’ Dundee |

| Gelsenkirchen 25 agosto 2002, ore 17:30 CEST 3ª giornata | Schalke 04 | 0 – 0 referto | Hertha Berlino | Arena AufSchalke (60 601 spett.)\| Arbitro: \| Fandel \| |
| Arbitro:                                                 | Fandel     |               |                |                                                          |

| Arbitro: | Sippel |

|            |           |                           |
| Preetz 80’ | Marcatori | 10’ (rig.) Münch 58’ Hout |

| Arbitro: | Albrecht |

|  |           |             |
|  | Marcatori | 52’ Paraíba |

| Arbitro: | Krug |

|                      |           |  |
| Paraíba 50’ Goor 52’ | Marcatori |  |

| Arbitro: | Gagelmann |

|             |           |  |
| Schroth 15’ | Marcatori |  |

| Arbitro: | Strampe |

|                  |           |           |
| Paraíba 75’, 83’ | Marcatori | 42’ Ćirić |

| Arbitro: | Fandel |

|  |           |                       |
|  | Marcatori | 22’ Paraíba 44’ Alves |

| Arbitro: | Kircher |

|               |           |          |
| Friedrich 20’ | Marcatori | 54’ Juan |

| Arbitro: | Weiner |

|                                    |           |  |
| Wosz 49’ Freier 80’ Guðjónsson 90’ | Marcatori |  |

| Arbitro: | Merk |

|                                 |           |           |
| Goor 8’ Alves 10’ Friedrich 58’ | Marcatori | 15’ Salou |

| Arbitro: | Stark |

|  |           |          |
|  | Marcatori | 17’ Goor |

| Arbitro: | Sippel |

|  |           |            |
|  | Marcatori | 10’ Ailton |

| Arbitro: | Jansen |

|                         |           |  |
| Ballack 40’, 72’ (rig.) | Marcatori |  |

| Arbitro: | Fleischer |

|                      |           |                      |
| Šimunić 25’ Goor 47’ | Marcatori | 63’ Ponte 90’ Madsen |

| Arbitro: | Meyer |

|                             |           |            |
| Lokvenc 28’ Koch 87’ (rig.) | Marcatori | 64’ Dárdai |

#### Girone di ritorno
| Arbitro: | Fandel |

|                        |           |            |
| Dárdai 69’ Paraíba 90’ | Marcatori | 80’ Koller |

| Arbitro: | Aust |

|                                   |           |             |
| Amanatidīs 28’ Hleb 69’ Ganea 90’ | Marcatori | 80’ Paraíba |

| Arbitro: | Strampe |

|                                                      |           |                        |
| Preetz 28’ Alves 39’ Matellán 51’ (aut.) Paraíba 88’ | Marcatori | 1’ Mpenza 68’ Kamphuis |

| Arbitro: | Krug |

|  |           |               |
|  | Marcatori | 9’, 14’ Alves |

| Berlino 23 febbraio 2003, ore 17:30 CET 22ª giornata | Hertha Berlino | 0 – 0 referto | Arminia Bielefeld | Stadio Olimpico (30 987 spett.)\| Arbitro: \| Wagner \| |
| Arbitro:                                             | Wagner         |               |                   |                                                         |

| Arbitro: | Wack |

|            |           |  |
| Hoogma 55’ | Marcatori |  |

| Arbitro: | Weiner |

|                                                                              |           |  |
| Paraíba 7’ (rig.), 34’ Preetz 26’, 55’ Luizão 62’ (rig.) Jentzsch 79’ (aut.) | Marcatori |  |

| Arbitro: | Meyer |

|  |           |                                 |
|  | Marcatori | 15’ Preetz 39’ Marx 84’ Paraíba |

| Arbitro: | Kircher |

|                                 |           |            |
| Dárdai 72’ Alves 85’ Preetz 86’ | Marcatori | 10’ Vágner |

| Arbitro: | Merk |

|                                                 |           |            |
| Butt 14’ (rig.) Schneider 32’ Neuville 41’, 69’ | Marcatori | 76’ Preetz |

| Arbitro: | Wack |

|            |           |  |
| Dárdai 63’ | Marcatori |  |

| Arbitro: | Kinhöfer |

|  |           |               |
|  | Marcatori | 50’ Friedrich |

| Arbitro: | Sippel |

|                               |           |  |
| Luizão 10’ Paraíba 44’ (rig.) | Marcatori |  |

| Arbitro: | Merk |

|                                             |           |                        |
| Krstajić 23’ Magnin 26’ Charisteas 36’, 76’ | Marcatori | 21’ Friedrich 79’ Marx |

| Arbitro: | Steinborn |

|                                           |           |                                                  |
| Ballack 5’ (aut.) Paraíba 59’ (rig.), 89’ | Marcatori | 19’, 32’, 45’ Élber 22’, 23’ Pizarro 85’ Ballack |

| Arbitro: | Stark |

|                              |           |  |
| Marić 5’ (rig.) Munteanu 58’ | Marcatori |  |

| Arbitro: | Aust |

|                 |           |  |
| Rafael 45’, 83’ | Marcatori |  |

### Coppa di Germania
| Arbitro: | Anklam |

|                       |                      |                        |
| Rose 44’              | Marcatori            | 53’ Preetz             |
| Guščinas Trulsen Rose | Tiri di rigore 3 – 0 | Pinto Schmidt Hartmann |

### Coppa di Lega
| Arbitro: | Gagelmann |

|                                                 |                      |                                                       |
| Élber 17’, 88’                                  | Marcatori            | 44’ Paraíba 87’ Preetz                                |
| Salihamidžić Scholl Zickler Sagnol Tarnat Élber | Tiri di rigore 3 – 4 | Kōnstantinidīs Neuendorf Paraíba Schmidt Preetz Pinto |

| Arbitro: | Meyer |

|                   |           |                |
| Ricken 71’ (rig.) | Marcatori | 25’, 67’ Alves |

| Arbitro: | Strampe |

|           |           |                                      |
| Agali 61’ | Marcatori | 32’, 84’ Paraíba 33’ Alves 89’ Pinto |

### Coppa UEFA
| Aberdeen 17 settembre 2002, ore 18:00 CEST Primo turno | Aberdeen | 0 – 0 referto | Hertha Berlino | Pittodrie Stadium (10 180 spett.)\| Arbitro: \| Torres \| |
| Arbitro:                                               | Torres   |               |                |                                                           |

| Arbitro: | Gilewski |

|            |           |  |
| Preetz 89’ | Marcatori |  |

| Arbitro: | Gallagher |

|  |           |            |
|  | Marcatori | 90’ Karwan |

| Arbitro: | Vollquartz |

|                                               |           |  |
| Preetz 8’ Paraíba 13’ Beinlich 61’ Luizão 67’ | Marcatori |  |

| Arbitro: | van Egmond |

|                              |           |            |
| Beinlich 26’ Sava 68’ (aut.) | Marcatori | 53’ Marlet |

| Londra 12 dicembre 2002, ore 18:00 CET Terzo turno | Fulham  | 0 – 0 referto | Hertha Berlino | Loftus Road (15 161 spett.)\| Arbitro: \| Collina \| |
| Arbitro:                                           | Collina |               |                |                                                      |

| Arbitro: | Barber |

|                              |           |                       |
| Alves 15’, 43’ van Burik 90’ | Marcatori | 37’ Óscar 80’ Goulart |

| Arbitro: | Hamer |

|            |           |  |
| Ávalos 85’ | Marcatori |  |

## Statistiche

### Statistiche di squadra
| Competizione      | Punti | In casa | In casa | In casa | In casa | In casa | In casa | In trasferta | In trasferta | In trasferta | In trasferta | In trasferta | In trasferta | Totale | Totale | Totale | Totale | Totale | Totale | DR  |
| Competizione      | Punti | G       | V       | N       | P       | Gf      | Gs      | G            | V            | N            | P            | Gf           | Gs           | G      | V      | N      | P      | Gf     | Gs     | DR  |
| ----------------- | ----- | ------- | ------- | ------- | ------- | ------- | ------- | ------------ | ------------ | ------------ | ------------ | ------------ | ------------ | ------ | ------ | ------ | ------ | ------ | ------ | --- |
| Bundesliga        | 54    | 17      | 10      | 4       | 3       | 35      | 19      | 17           | 6            | 2            | 9            | 17           | 24           | 34     | 16     | 6      | 12     | 52     | 43     | +9  |
| Coppa di Germania | -     | 0       | 0       | 0       | 0       | 0       | 0       | 1            | 0            | 1            | 0            | 1            | 1            | 1      | 0      | 1      | 0      | 1      | 1      | 0   |
| Coppa di Lega     | -     | 0       | 0       | 0       | 0       | 0       | 0       | 3            | 2            | 1            | 0            | 8            | 4            | 3      | 2      | 1      | 0      | 8      | 4      | +4  |
| Coppa UEFA        | -     | 4       | 4       | 0       | 0       | 10      | 3       | 4            | 1            | 2            | 1            | 1            | 1            | 8      | 5      | 2      | 1      | 11     | 4      | +7  |
| Totale            | 54    | 21      | 14      | 4       | 3       | 45      | 22      | 25           | 9            | 6            | 10           | 27           | 30           | 46     | 23     | 10     | 13     | 72     | 52     | +20 |

### Andamento in campionato
| Giornata  | 1 | 2  | 3 | 4  | 5  | 6 | 7  | 8 | 9 | 10 | 11 | 12 | 13 | 14 | 15 | 16 | 17 | 18 | 19 | 20 | 21 | 22 | 23 | 24 | 25 | 26 | 27 | 28 | 29 | 30 | 31 | 32 | 33 | 34 |
| --------- | - | -- | - | -- | -- | - | -- | - | - | -- | -- | -- | -- | -- | -- | -- | -- | -- | -- | -- | -- | -- | -- | -- | -- | -- | -- | -- | -- | -- | -- | -- | -- | -- |
| Luogo     | T | C  | T | C  | T  | C | T  | C | T | C  | T  | C  | T  | C  | T  | C  | T  | C  | T  | C  | T  | C  | T  | C  | T  | C  | T  | C  | T  | C  | T  | C  | T  | C  |
| Risultato | N | N  | N | P  | V  | V | P  | V | V | N  | P  | V  | V  | P  | P  | N  | P  | V  | P  | V  | V  | N  | P  | V  | V  | V  | P  | V  | V  | V  | P  | P  | P  | V  |
| Posizione | 6 | 10 | 9 | 13 | 11 | 7 | 10 | 7 | 4 | 6  | 8  | 7  | 5  | 6  | 8  | 8  | 9  | 8  | 9  | 9  | 7  | 6  | 7  | 7  | 5  | 4  | 5  | 4  | 4  | 4  | 4  | 5  | 6  | 5  |

Legenda:

Luogo: C = Casa; T = Trasferta. Risultato: V = Vittoria; N = Pareggio; P = Sconfitta.

### Statistiche dei giocatori
| Giocatore         | Bundesliga | Bundesliga | Bundesliga  | Bundesliga | Coppa di Germania | Coppa di Germania | Coppa di Germania | Coppa di Germania | Coppa di Lega | Coppa di Lega | Coppa di Lega | Coppa di Lega | Coppa UEFA | Coppa UEFA | Coppa UEFA  | Coppa UEFA | Totale   | Totale | Totale      | Totale     |
| Giocatore         | Presenze   | Reti       | Ammonizioni | Espulsioni | Presenze          | Reti              | Ammonizioni       | Espulsioni        | Presenze      | Reti          | Ammonizioni   | Espulsioni    | Presenze   | Reti       | Ammonizioni | Espulsioni | Presenze | Reti   | Ammonizioni | Espulsioni |
| ----------------- | ---------- | ---------- | ----------- | ---------- | ----------------- | ----------------- | ----------------- | ----------------- | ------------- | ------------- | ------------- | ------------- | ---------- | ---------- | ----------- | ---------- | -------- | ------ | ----------- | ---------- |
| A. Alves          | 21         | 6          | 0           | 0          | 0                 | 0                 | 0                 | 0                 | 3             | 3             | 1             | 0             | 5          | 2          | 1           | 0          | 29       | 11     | 2           | 0          |
| S. Beinlich       | 23         | 0          | 4           | 0          | 0                 | 0                 | 0                 | 0                 | 0             | 0             | 0             | 0             | 3          | 2          | 0           | 0          | 26       | 2      | 4           | 0          |
| P. Dárdai         | 29         | 4          | 5           | 0          | 1                 | 0                 | 0                 | 0                 | 0             | 0             | 0             | 0             | 6          | 0          | 1           | 1          | 36       | 4      | 6           | 1          |
| C. Fiedler        | 1          | 0          | 0           | 0          | 0                 | 0                 | 0                 | 0                 | 1             | 0             | 0             | 0             | 0          | 0          | 0           | 0          | 2        | 0      | 0           | 0          |
| A. Friedrich      | 33         | 5          | 2           | 0          | 1                 | 0                 | 0                 | 0                 | 3             | 0             | 0             | 0             | 8          | 0          | 2           | 0          | 45       | 5      | 4           | 0          |
| B. Goor           | 33         | 5          | 3           | 0          | 1                 | 0                 | 0                 | 0                 | 3             | 0             | 1             | 0             | 7          | 0          | 1           | 0          | 44       | 5      | 5           | 0          |
| M. Hartmann       | 29         | 0          | 6           | 0          | 1                 | 0                 | 0                 | 0                 | 3             | 0             | 3             | 0             | 8          | 0          | 1           | 0          | 41       | 0      | 10          | 0          |
| B. Karwan         | 14         | 0          | 2           | 0          | 1                 | 0                 | 0                 | 0                 | 2             | 0             | 0             | 0             | 1          | 1          | 0           | 0          | 18       | 1      | 2           | 0          |
| G. Király         | 33         | 0          | 2           | 0          | 1                 | 0                 | 0                 | 0                 | 2             | 0             | 0             | 0             | 8          | 0          | 0           | 0          | 44       | 0      | 2           | 0          |
| K. Kōnstantinidīs | 1          | 0          | 0           | 0          | 0                 | 0                 | 0                 | 0                 | 2             | 0             | 0             | 0             | 0          | 0          | 0           | 0          | 3        | 0      | 0           | 0          |
| T. Kuszczak       | 0          | 0          | 0           | 0          | 0                 | 0                 | 0                 | 0                 | 0             | 0             | 0             | 0             | 0          | 0          | 0           | 0          | 0        | 0      | 0           | 0          |
| B. Köhler         | 0          | 0          | 0           | 0          | 0                 | 0                 | 0                 | 0                 | 0             | 0             | 0             | 0             | 0          | 0          | 0           | 0          | 0        | 0      | 0           | 0          |
| D. Lapaczinski    | 3          | 0          | 0           | 0          | 0                 | 0                 | 0                 | 0                 | 0             | 0             | 0             | 0             | 1          | 0          | 0           | 0          | 4        | 0      | 0           | 0          |
| L. Luizão         | 19         | 2          | 1           | 0          | 1                 | 0                 | 1                 | 0                 | 0             | 0             | 0             | 0             | 6          | 1          | 1           | 0          | 26       | 3      | 3           | 0          |
| R. Maas           | 4          | 0          | 0           | 0          | 1                 | 0                 | 1                 | 0                 | 1             | 0             | 0             | 0             | 0          | 0          | 0           | 0          | 6        | 0      | 1           | 0          |
| A. Madlung        | 9          | 0          | 3           | 0          | 0                 | 0                 | 0                 | 0                 | 0             | 0             | 0             | 0             | 2          | 0          | 1           | 0          | 11       | 0      | 4           | 0          |
| T. Marx           | 26         | 2          | 6           | 0          | 0                 | 0                 | 0                 | 0                 | 3             | 0             | 0             | 0             | 5          | 0          | 1           | 0          | 34       | 2      | 7           | 0          |
| A. Mladenov       | 2          | 0          | 0           | 0          | 0                 | 0                 | 0                 | 0                 | 0             | 0             | 0             | 0             | 1          | 0          | 0           | 0          | 3        | 0      | 0           | 0          |
| N. Nedžipi        | 0          | 0          | 0           | 0          | 0                 | 0                 | 0                 | 0                 | 0             | 0             | 0             | 0             | 0          | 0          | 0           | 0          | 0        | 0      | 0           | 0          |
| N. Nenê           | 10         | 0          | 2           | 0          | 0                 | 0                 | 0                 | 0                 | 0             | 0             | 0             | 0             | 4          | 0          | 1           | 0          | 14       | 0      | 3           | 0          |
| A. Neuendorf      | 11         | 1          | 5           | 0          | 0                 | 0                 | 0                 | 0                 | 3             | 0             | 2             | 0             | 3          | 0          | 2           | 1          | 17       | 1      | 9           | 1          |
| M. Paraíba        | 33         | 14         | 8           | 0          | 1                 | 0                 | 0                 | 0                 | 3             | 3             | 2             | 0             | 8          | 1          | 1           | 0          | 45       | 18     | 11          | 0          |
| R. Pinto          | 13         | 0          | 2           | 0          | 1                 | 0                 | 0                 | 0                 | 3             | 1             | 1             | 0             | 6          | 0          | 1           | 0          | 23       | 1      | 4           | 0          |
| M. Preetz         | 31         | 7          | 0           | 0          | 1                 | 1                 | 0                 | 0                 | 1             | 1             | 0             | 0             | 7          | 2          | 1           | 0          | 40       | 11     | 1           | 0          |
| N. Rafael         | 6          | 2          | 0           | 0          | 0                 | 0                 | 0                 | 0                 | 0             | 0             | 0             | 0             | 1          | 0          | 0           | 0          | 7        | 2      | 0           | 0          |
| M. Rehmer         | 21         | 0          | 2           | 0          | 1                 | 0                 | 0                 | 0                 | 0             | 0             | 0             | 0             | 3          | 0          | 0           | 0          | 25       | 0      | 2           | 0          |
| A. Schmidt        | 19         | 0          | 2           | 0          | 1                 | 0                 | 0                 | 0                 | 3             | 0             | 1             | 0             | 4          | 0          | 1           | 0          | 27       | 0      | 4           | 0          |
| E. Sverrisson     | 6          | 0          | 2           | 0          | 0                 | 0                 | 0                 | 0                 | 1             | 0             | 0             | 0             | 3          | 0          | 0           | 0          | 10       | 0      | 2           | 0          |
| J. Tchami         | 0          | 0          | 0           | 0          | 0                 | 0                 | 0                 | 0                 | 0             | 0             | 0             | 0             | 0          | 0          | 0           | 0          | 0        | 0      | 0           | 0          |
| R. Tretschok      | 3          | 0          | 0           | 0          | 0                 | 0                 | 0                 | 0                 | 2             | 0             | 0             | 0             | 1          | 0          | 0           | 0          | 6        | 0      | 0           | 0          |
| S. Zilić          | 0          | 0          | 0           | 0          | 0                 | 0                 | 0                 | 0                 | 0             | 0             | 0             | 0             | 0          | 0          | 0           | 0          | 0        | 0      | 0           | 0          |
| D. van Burik      | 16         | 0          | 2           | 1          | 0                 | 0                 | 0                 | 0                 | 0             | 0             | 0             | 0             | 5          | 1          | 0           | 0          | 21       | 1      | 2           | 1          |
| J. Šimunić        | 22         | 1          | 4           | 0          | 1                 | 0                 | 0                 | 0                 | 3             | 0             | 1             | 0             | 4          | 0          | 0           | 0          | 30       | 1      | 5           | 0          |